# Émile Duployé
Émile Duployé, né le 10 septembre 1833 à Liesse-Notre-Dame (Aisne) et mort le 9 mai 1912 à Saint-Maur-des-Fossés (maintenant au Val-de-Marne), est un ecclésiastique français.

## Biographie
Il est l'auteur de la technique de sténographie Duployé qui fut très utilisée en France au début du XXe siècle. Il écrit au cours de sa vie une série de livres à ce sujet, dont la première édition fut nommée Sténographie-Duployé, écriture plus facile, plus rapide et plus lisible que toute autre, s'appliquant à toutes les langues (publiée à Lyon en 1860) et eut pour disciple, entre autres, Jules Grenier.